# Synode d'Ingelheim

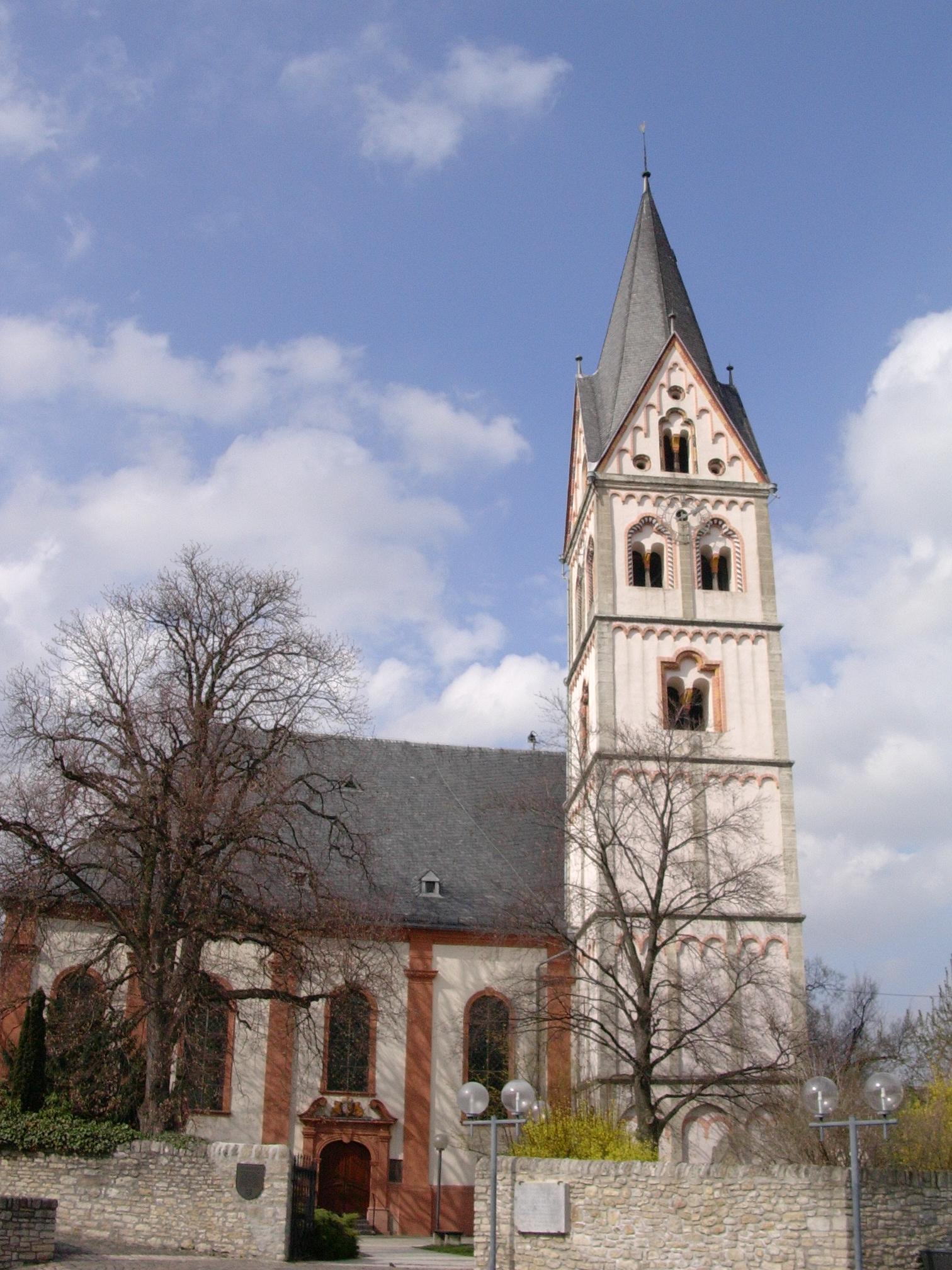
Photographie du synode d'Ingelheim

Le synode d'Ingelheim est une réunion dans l'église Saint-Rémi à Ingelheim le 7 juin 948 pendant quelques jours. Il doit effacer le schisme à propos de l'archidiocèse de Reims. Avec la présence des rois des royaumes de la Francie orientale et de la Francie occidentale, de 32 archevêques et évêques et d'autres dignitaires religieux, ce synode est l'un des rassemblements les plus importants tenus à Ingelheim.

## Histoire
Depuis 931, Hugues de Vermandois et Artaud de Reims revendiquent le titre d'archevêque de Reims. Hugues est soutenu par son oncle Hugues le Grand, influent duc de Francie ; Artaud est le favori du roi de France Louis IV d'Outremer, qui n'a pratiquement aucun pouvoir et vit en Angleterre, tout comme l'empereur Otton. Les synodes précédents à Verdun en novembre 947 et à Mouzon au début de 948 avaient réglé le problème, mais n'avaient abouti à aucune solution.
Otton envoie alors une demande au pape Agapet II pour aider à résoudre le différend. Celui-ci envoie ensuite des invitations aux évêques de la Francie orientale et de la Francie occidentale et dépêche le légat Marinus de Bomarzo à Ingelheim.
Le 7 juin 948, le synode est ouvert en présence des deux rois Otton Ier et Louis IV d'Outremer et de 32 archevêques et évêques dans la chapelle palatine d'Ingelheim. L'endroit est probablement choisi en raison de son emplacement idéal et de sa grande capacité d'espace. Le contre-évêque Hugo de Vermandois est absent et ne peut pas être représenté. La présidence est dirigée par le légat du pape Marinus de Bomarzo. Après des consultations, le synode décide de reconnaître Artaud comme légitime archevêque de Reims. En outre, les actions de Hugues le Grand contre son seigneur féodal Louis IV sont fermement condamnées.
En outre, certaines dispositions canoniques sont adoptées, telles que la limitation des églises propriétaires, mais qui n'ont pas acquis une importance durable. Au Synode, les évêques mentionnent pour la première fois pour les évêques danois Leofdag de Ribe, Hored de Schleswig (de) et Reginbrand d'Aarhus. Rien n'indique qu'ils furent consacrés au synode. De plus, une fondation de diocèses de Brandebourg et de Havelberg (de) n'est probablement pas délibérée.
Les délibérations prennent probablement fin entre le 9 et le 11 juin. Un autre synode est prévu le 7 septembre à Trèves.
À l'initiative du roi Otton, des châteaux sont conquis par les adeptes du duc Hugues le Grand. Certains de ses évêques sont subordonnés au roi Louis IV et à l'archevêque Artaud. Pour le synode de Trèves le 8 septembre, il y a seulement quelques évêques français, pas un seul allemand, et aucun soutien de Hugues le Grand. Trois jours plus tard, la réunion se termine après que Hugues le Grand est excommunié. En 950, ce dernier parvient finalement à un accord avec le roi de France, qui met finalement fin au conflit après plus de trente ans.

## Participants
Le synode d'Ingelheim est la plus grande congrégation d'églises nationales, réunissant 31 archevêques et évêques, ainsi que de nombreux abbés et autres membres du clergé. Les participants sont notamment :
- Rois

Otton du Saint-Empire et le roi de France Louis IV d'Outremer
- Légat du Pape

Marinus de Bomarzo
- Archevêques

Tous les archevêques allemands et un français :
Frédéric de Mayence, Robert de Trèves, Wicfrid de Cologne, Artaud de Reims, Adeldag de Hambourg, Herold de Salzbourg
- Évêques

Presque tous les évêques allemands et deux français :
Richowo de Worms, Ulrich d'Augsbourg, Bernard de Halberstadt, Diethard de Hildesheim, Conrad de Constance, Starcand d'Eichstätt, Dudon de Paderborn, Reginbald de Spire, Poppon de Wurtzbourg, Adalbéron de Metz, Gauzelin de Toul, Bérenger de Verdun, Baldéric d'Utrecht, Dodon d'Osnabrück, Ebergisl de Minden, Hildbold de Münster, Farabert de Lièges, Fulbert de Cambrai, Raoul de Laon, Michel de Ratisbonne, Adalbert de Passau, Leofdag de Ribe, Hored de Schleswig et Reginbrand d'Aarhus.

## Sources
Flodoard de Reims rapporte le synode d'Ingelheim dans ses annales, ainsi que sur l’Historia Remensis ecclesiae (Histoire de l'église de Reims). Il y a aussi des documents manuscrits du synode.